# Salvador López Orduña
Salvador López Orduña (Morelia, Michoacán, 27 de marzo de 1953) es un político mexicano, miembro del Partido Acción Nacional. Ha sido en dos ocasiones presidente municipal de Morelia y diputado federal, así como también en dos ocasiones candidato del PAN a gobernador de Michoacán, no habiendo logrado el triunfo. Fue director general del Fideicomiso Fondo Nacional de Habitaciones Populares (FONHAPO).

## Carrera profesional y política
Es licenciado en Administración de Empresas egresado del Instituto Tecnológico Autónomo de México, fue consejero de la Confederación Patronal de la República Mexicana (Coparmex), presidente de la Cámara de la Industria de la Transformación (Canacintra) y de la Asociación de Industrias del Estado de Michoacán. 
Miembro del PAN desde 1989, ese año fue por primera vez candidato a presidente municipal de Morelia, cargo que no obtuvo; de 1990 a 1993 fue presidente del PAN en Michoacán y en posteriormente fue elegido diputado federal plurinominal a la LVI Legislatura de 1994 a 1997, cargo al que solicitó licencia en 1995 al ser electo por primera vez presidente municipal de Morelia, el primero de un partido diferente al PRI en la historia de la ciudad, terminó su periodo en 1998, luego fue elegido diputado federal por el X Distrito Electoral Federal de Michoacán a la LVIII Legislatura de 2000 a 2003, en las Elecciones de 2001 fue candidato del PAN a Gobernador del estado, las elecciones las ganó el candidato del PRD, Lázaro Cárdenas Batel, por segunda ocasión fue elegido Presidente Municipal de Morelia en 2005, dejó este cargo en 2007 para ser candidato a Gobernador.

## Candidato a gobernador en 2007
Desde noviembre de 2006 externó públicamente su intención de volver a ser candidato del PAN a Gobernador en las Elecciones de 2007 y formalizó esta precandidatura el 20 de enero de 2007, sin solicitar licencia a la Alcaldía de Morelia, solicitó licencia definitiva de su cargo como alcalde el 7 de junio, que le fue otorgada, y el día siguiente, 8 de junio, último día de plazo, se registró formalmente como Precandidato del PAN a Gobernador de Michoacán. El 5 de julio, su único oponente, Benigno Quezada Naranjo, declinó formalmente a su favor, por lo que se convirtió en virtual candidato de su partido a Gobernador.
El 30 de julio el Partido Nueva Alianza anunció su postulación como candidato a Gobernador, utilizando la figura de candiato común con el PAN, y fue ratificado por el Consejo Político del PANAL el 1 de agosto. Asumió oficialmente la candidatura del PAN-PANAL el 12 de agosto, al tomar protesta.
Hacia el final de la campaña electoral, se le acusó de llevar a cabo una campaña guerra sucia contra sus contrincantes, lo cual fue negado públicamente por el mismo. Finalmente los resultados electorales le dieron el segundo lugar de los votos en las elecciones del 11 de noviembre, tras lo cual reconoció su derrota.